# Carlo Mascheroni

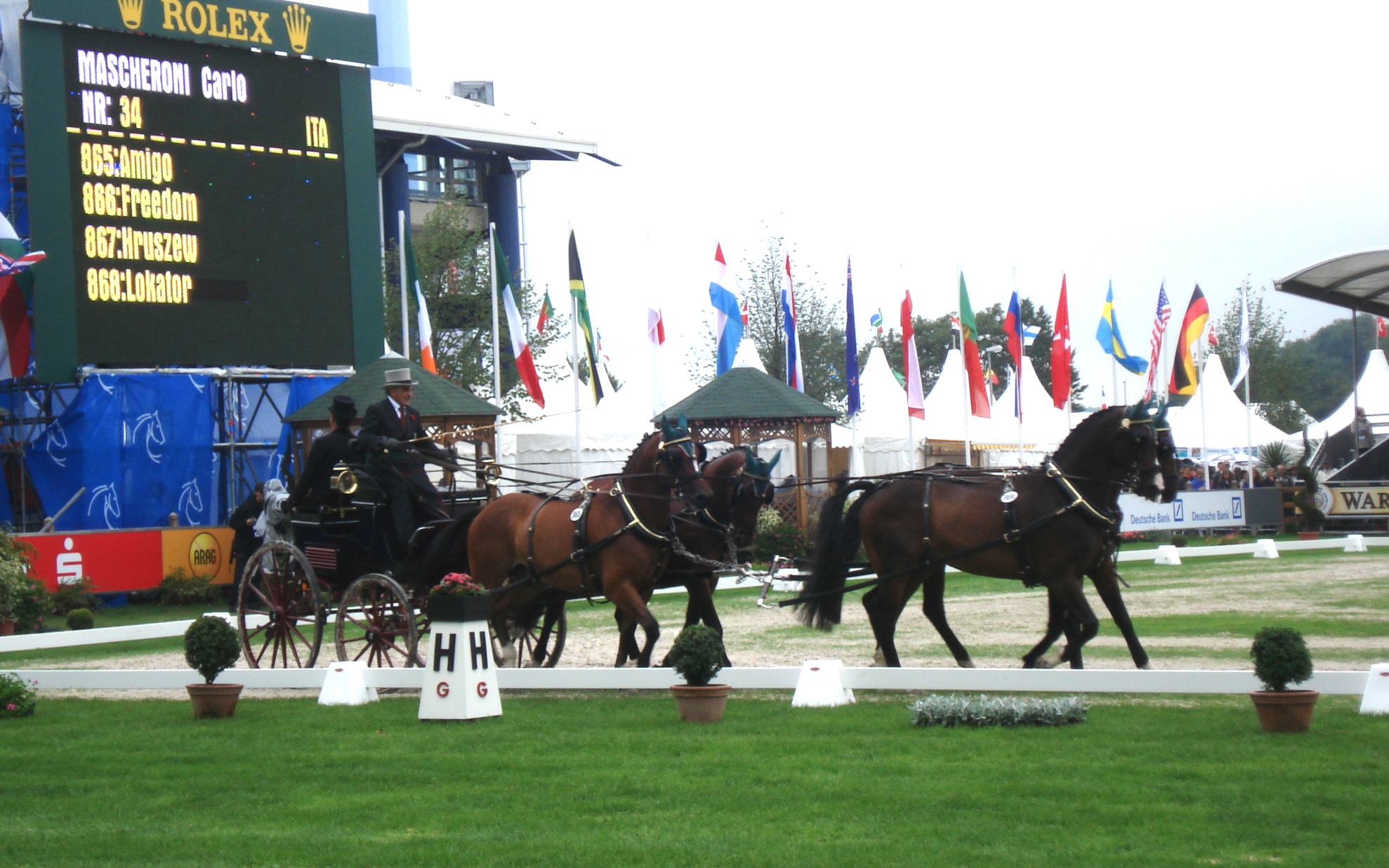
Carlo Mascheroni bei der Fahrdressur, Aachen 2006

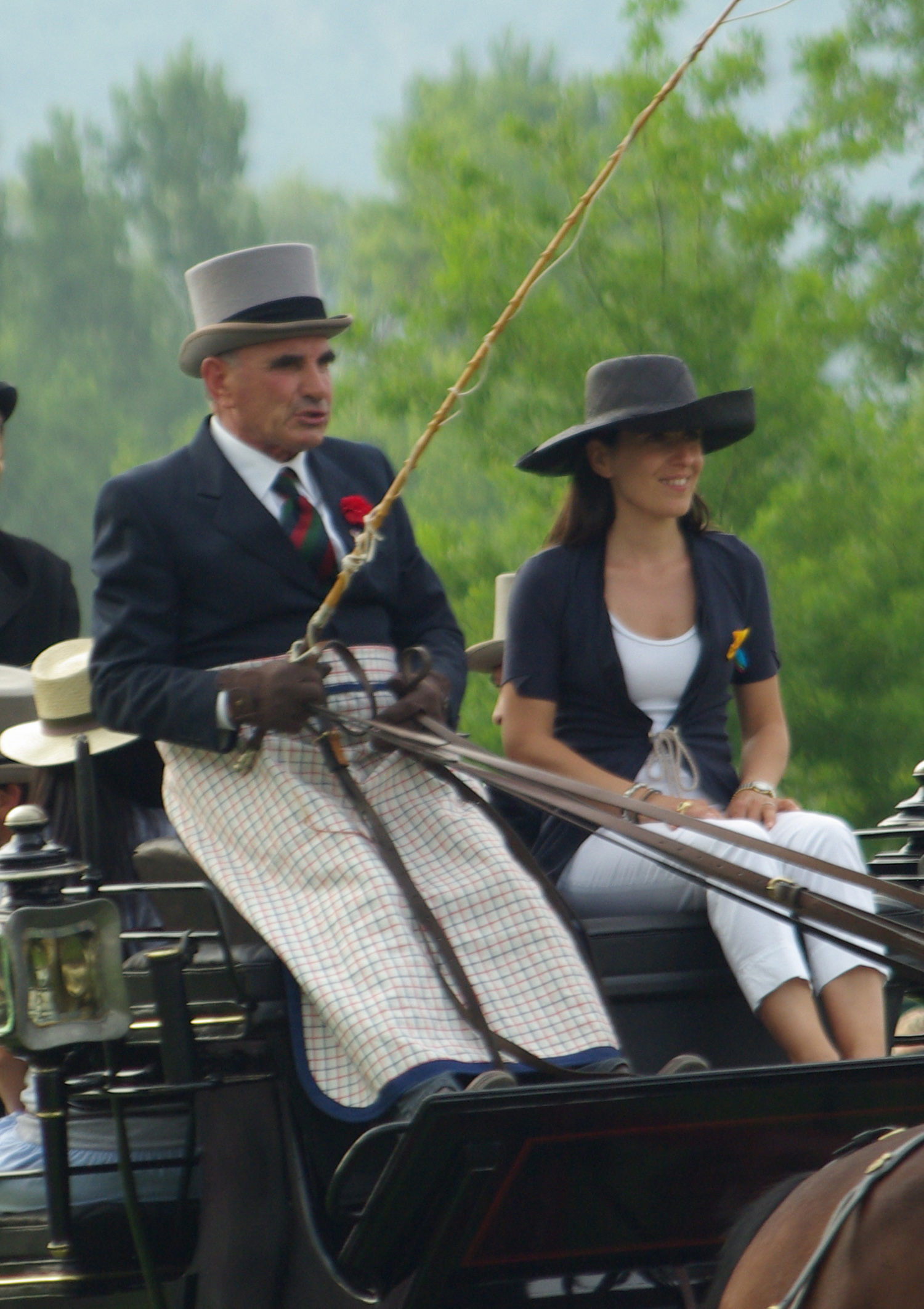
Carlo Mascheroni, 2010

Carlo Mascheroni (* 7. Juni 1940 in Giussano) ist ein italienischer Fahrsportler, der an Wettbewerben im Einspänner-, Zweispänner- und Vierspännerfahren auf internationaler Ebene teilnimmt.
Aus einer Sattlerdynastie stammend, fertigten bereits seit 1898 sein Großvater und später sein Vater handgemachte Lederprodukte, Kutschenzubehör und Geschirre.
Seinen ersten Internationalen Sieg verbuchte Carlo Mascheroni 1982 Rom Passo Corese.
Er ist neunmaliger italienischer Meister im Fahren. Carlo Mascheroni repräsentierte Italien auf den Weltreiterspielen 1994 in Den Haag (Niederlande), 1998 in Pratoni del Vivaro bei Rom (Italien), 2002 Jerez de la Frontera (Spanien) und 2006 in Aachen (Deutschland) im Vierspännerfahren.
Carlo Mascheroni nahm in den Jahren von 1985 bis 2001 an allen Weltmeisterschaften im Zweispännerfahren und auch von 1994 bis 2014 an allen Weltmeisterschaften im Vierspännerfahren teil. Er repräsentiert den italienischen Fahrsport in ganz Europa. Bei den Weltreiterspielen 2014 war Mascheroni mit 74 Jahren der älteste Sportler.
Zu Hause in Giussano Mailand Italien, betreibt Carlo Mascheroni eine Sattlerei und sammelt seltene und antike Kutschen und Geschirre.

## Italienische Meisterschaften
Goldmedaillen auf folgenden italienischen Meisterschaften im Zweispännerfahren:
- 1977 Parco di Monza
- 1980 Crema (Crema)
- 1986 Cislago (Varese)
- 1992 Soiano (Bergamo), Cigliano (BG) and Oreno di Vimercate
- 2002 Oreno di Vimercate (Mi)
- 2004 San Rossore (Pisa)
- 2005 Pratoni del Vivaro (Roma)

## Internationale Erfolge
- 2006 CAI-A/B/CAIP  München-Riem ‘06 (Ger) 4 2 3 6 Vierspänner
- 2006 CAI-A Altenfelden ‘06 (Aut) 12 9 13 13 Vierspänner
- 2005 CAI-A/CAIP-A Weer ‘05 (Aut) 26 26 29 22 Zweispänner
- 2005 CAI-A Conty ‘05 (Fra) 11 19 8 7 Zweispänner
- 2004 CAI-A Nebanice ‘04 (Cze) – 6 – – Vierspänner
- 2004 CAI-A Weer ‘04 (Aut) 2 1 2 3 Vierspänner
- 2004 CAI-A Altenfelden ‘04 (Aut) 12 7 12 2 Vierspänner
- 2003 CAI-B Oreno di Vimercate ‘03 (Ita) 7 4 3 14 Zweispänner
- 2003 CAI-A Weer ‘03 (Aut) 5 11 7 2 Zweispänner
- 2003 CAI-A Altenfelden ‘03 (Aut) 18 18 30 14 Zweispänner
- 2002 CAI-A Karlstetten ‘02 (Aut) – 43 EL 43 Zweispänner
- 2002 CAI-A Riesenbeck ‘02 (Ger) 25 25 26 22 Vierspänner
- 2002 CAI-A/CAIP-A Weer ‘02 (Aut) 6 6 7 1 Vierspänner
- 2002 CAI-A Altenfelden ‘02 (Aut) 9 9 AB 5 Vierspänner
- 2001 CAI-A 1/2 Verona ’01 (Ita) 6 13 Zweispänner
- 2000 CAI-B Aosta '00 (Ita) 1 1 1 1
- 1999 CAI St. Gallen ‘99 (Sui) – Vierspänner
- 1998 CAI Riesenbeck ‘98 (Ger) 30 Vierspänner
- 1998 CAI Compiegne ‘98 (Fra) – Vierspänner
- 2005 Wals-Siezenheim ‘05 (Aut) 52 67 39 30
- 2004 Kecskemét ‘04 (Hun) – 39 – 47
- 2002 Jerez de la Frontera ‘02 (Esp) – 43 39 EL Vierspänner
- 2001 Riesenbeck '01 (Ger) 57 58 – 57 Mitglied der italienischen Mannschaft (19. Platz)
- 2000 Wolfsburg '00 (Ger) 48 50 47 Vierspänner
- 1998 Rome ‘98 (Ita) 35 Vierspänner
- 1996 Waregem ‘96 (Bel) 34 Mitglied der italienischen Mannschaft (10. Platz)
- 1994 Weltreiterspiele Den Haag ‘94 (Ned)